# Neosilba pradoi
Neosilba pradoi – gatunek muchówki z podrzędu krótkoczułkich i rodziny chyłkowatych.
Gatunek ten opisany został w 2009 roku przez Pedro C. Strikisa i Marię L. M. Lerenę.
Muchówka o ciele długości 4,53 mm, a skrzydle długości 4,2 mm u holotypowego samca. Na czułkach pojedyncza szczecinka położona na ich drugim segmencie. Szczecinki śródplecowe w liczbie 5 w przednim i 6 w tylnym rzędzie. Męskie narządy rozrodcze wyróżniają się płatkowatymi paramerami oraz C-kształtną nasadą edeagusa wyposażoną w kulistawą strukturę pokrytą spikulami. Samice mają krótkie pokładełko o charakterystycznym wierzchołku.
Owad endemiczny dla Brazylii, znany tylko z Rio Grande do Sul.